# 鞠快男
鞠 快男（クク・クェナム、朝鮮語: 국쾌남、1922年3月16日 - 2007年11月15日）は、大韓民国の実業家、政治家。忠武路にある映画館の大韓劇場の設立者。第4代韓国国会議員。
本貫は潭陽鞠氏。号は白雪（ペクソル、백설）。15歳年下の弟の鞠鍾男は第14代国会議員、長男の鞠井本は1981年に大韓劇場の経営を継承した。

## 経歴

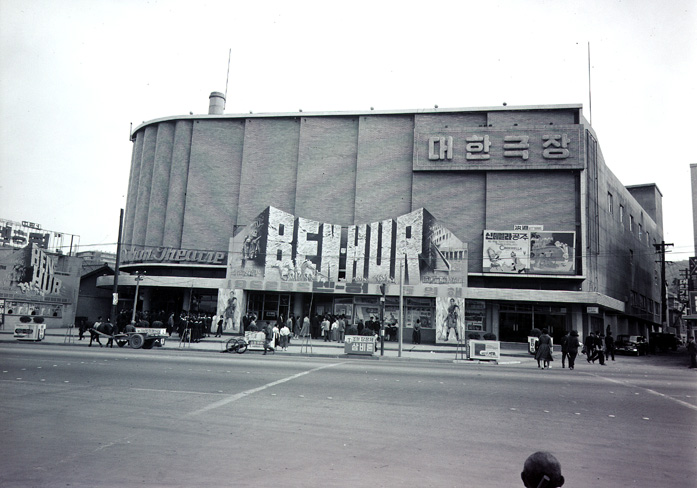
『ベン・ハー』上映中の大韓劇場

全南潭陽出身、4男2女中の長男である。早稲田大学法学部卒。軍政庁通訳官、ソングァン商事取締役、世紀商事代表、世紀航空代表などを務めた。
1958年8月に映画館を運営する会社である世紀商事を設立し、1960年代に大韓劇場を引き継いだ以降に事業は着実に発展した。1962年2月に洋画の『ベン・ハー』を7ヶ月間にわたって長期上映し、70万人の観客を動員したという成績を達成した。1963年の映画法改正で韓国産映画の制作業と洋画輸入業の一元化が行われたため、世紀商事は洋画輸入から韓国映画の制作までに事業を拡大した。1968年12月に韓国制作の一般の劇映画、文化映画、漫画映画だけでなく、外国の劇映画や漫画映画を輸入・配給・上映する大型な映画制作会社となった同社は映画関連業界で事実上初めて証券取引所に上場した。特に鞠はアニメに関心があったため、世紀商事は最新型の撮影カメラと撮影スタンド、関連資材の輸入などに投資し、大韓劇場の5階に動画部を設置した。その中、世紀商事は韓国のアニメの草創期に韓国初の長編アニメーションである『洪吉童』（シン・ドンホン監督、1967年、別名『快男洪吉童』）や『黄金鉄人』『孫悟空』などの長編アニメーションを制作した。
また、1958年の第4代総選挙に自由党の公認で潭陽郡選挙区から当選し、国会議員を1期務めた。1967年11月から1970年12月までは第8代大韓体操協会会長を務めた。1973年の世紀商事会長時代には常務で弟の鞠鍾男と共に巨額な関税の脱税により起訴され、ソウル刑事地方法院から懲役3年、執行猶予5年、罰金2,298万704ウォンの判決を言い渡された。
2007年、持病により85歳で死去した。